# مايكل دنلافي
مايكل دونلافي (من مواليد 12 ديسمبر 1945)  هو لواء سابق في القوات البرية للولايات المتحدة. بعد تقاعده من الجيش، انتُخب قاضيًا للدولة في إيري، بنسلفانيا.
طلب دانلافي الإذن للمحققين باستخدام تقنيات استجواب مثيرة للجدل مستمدة من الهندسة العكسية لتدريب جنود القوات الخاصة على تحمل التعذيب، عندما كان قائد معسكرات الاعتقال في خليج جوانتانامو في كوبا.
كان تخصص دانلافي في المجال العسكري هو الاستخبارات العسكرية، وبهذه الصفة أصبح قائداً لقوة المهام المشتركة 170، وهو المنصب الذي شغله من فبراير إلى نوفمبر 2002. كان دانلافي هو القائد الوحيد لقوة المهام المشتركة 170، وهي وحدة هدفها استجواب الأفراد المحتجزين في معتقل غوانتانامو في كوبا. كان الجنرالان ليهنيرت وباكوس يقودان قوة المهام المشتركة 160، وهي الوحدة الخاصة بالتعامل مع احتجاز الأفراد المحتجزين في غوانتانامو. اشتبك دنلافي مع ليهنرت وباكوس، مدعيا أنهما كانا يقوضان جهود قيادته من خلال معاملتهما بإنسانية، والسماح لممثلي الصليب الأحمر بزيارتهما، والسماح لهما بمعرفة حقوقهما بموجب اتفاقيات جنيف. كما اصطدم مع مكتب التحقيقات الفيدرالي، عندما أبلغ عملاؤه أن قوة المهام المشتركة 170 كانت تستخدم تقنيات استجواب غير قانونية. في أكتوبر/تشرين الأول 2002، كتب دونلافي مذكرة إلى رؤسائه يطلب فيها الحصول على إذن رسمي لاستخدام أساليب استجواب موسعة، بما في ذلك الحرمان من النوم، والضرب، والحرمان الحسي، والتحميل الزائد. في نوفمبر/تشرين الثاني 2002 أنشأ وزير الدفاع دونالد رامسفيلد قوة المهام المشتركة في غوانتانامو، والتي تحمل مسؤوليات مشتركة مع قوة المهام 160 وقوة المهام 170، وعين جيفري ميلر لقيادتها.
في عام 2004، رفع أربعة مواطنين من المملكة المتحدة دعوى قضائية ضد دنلافي بسبب دوره في احتجازهم. في عام 2007 كشفت طلبات قانون حرية المعلومات أن دنلافي أخبر المحققين العسكريين الذين يحققون في استخدام التعذيب في غوانتانامو أن أوامره جاءت مباشرة من وزير الدفاع دونالد رامسفيلد.
أعلن دنلافي عن نيته التقاعد في مايو 2012، بسبب مشاكل صحية.  وكان دانلافي يتلقى العلاج منذ عام 2002 من آثار خدمته خلال حرب الخليج عام 1991، وشُخصت إصابته بالسرطان في خريف عام 2011.